# Кодацци, Вивиано
Вивиано Кодацци (итал. Viviano Codazzi; ок. 1604, Вальсассина — 5 ноября 1670, Рим) — итальянский живописец, мастер архитектурных пейзажей — ведут, а также фантастических композиций в жанре каприччо: пейзажей с античными руинами. Работал в Неаполе и Риме. В старых источниках он известен как «Вивиано Кодагора» или «Иль Кодагора» (Viviano Codagora, il Codagora).

## Биография
Вивиано Кодацци родился в Вальсассине недалеко от Бергамо (Ломбардия) около 1604 года. Около 1605 года его семья переехала в Рим. Живописи Вивиано, вероятно, учился в Риме. В 1633 году переехал в Неаполь, где работал над росписями в Чертоза-ди-Сан-Мартино. Крупным заказом в Неаполе для художника стала серия из четырёх больших картин на сюжеты из истории Древнего Рима (в том числе одна, изображающая гладиаторские бои в Колизее), выполненная совместно с Аньелло Фальконе и его учеником Доменико Гарджуло. Серия была предназначена для дворца Буэн-Ретиро близ Мадрида (дворец не сохранился). Фигуры в архитектурных ведутах Кодацци по обычаю, сложившемуся в работе ведутистов, обычно писали другие художники, чаще Доменико Гарджуло.
Вивиано Кодацци женился 3 мая 1636 года на Кандиде Миранде из Неаполя. У супругов было семеро детей, из которых Никколо и Антонио стали художниками.
Переехав в Рим после народного восстания Мазаньелло в Неаполе в 1647 году, он оставался там до самой смерти 5 ноября 1670 года, за исключением короткой поездки в Неаполь в 1653 году.

## Творчество
Большинство произведений Кодацци представляют собой архитектурные картины среднего размера: руины, идеальная архитектура или каприччи в пейзажной обстановке. Его творчество по специфике живописного метода относят к неаполитанской школе, хотя значительную часть жизни он провёл в Риме. «В традиционный жанр ведут Кодацци привнёс воздушную перспективу и барочное ощущение пространства».
Его изображение базилики Святого Петра около 1630 года представляет собой необычный для него топографический вид, написанный в Неаполе, на нём показан старый вход в Ватиканский дворец, разрушенный при строительстве колоннады Бернини, и две колокольни, созданные по гравюре с рисунка Мартино Феррабоско, но так и не возведённые.
Артемизия Джентилески доверяла Вивиано Кодацци рисовать архитектурные фоны в ряде своих картин. Примером такого сотрудничества является картина «Вирсавия» в Художественном музее Колумбуса (Огайо, США).
Кодацци сотрудничал с преимущественно с голландскими и фламандскими художниками в Риме, известными под прозванием «Перелётные птицы», в частности с Микеланджело Черквоцци и Яном Милем, а также с Джачинто Бранди, Филиппо Лаури, Адрианом ван дер Кабелем и Висенте Гинером в 1660-х годах. Некоторых из них также называли Бамбоччанти из-за изображений сцен бытового жанра с неряшливыми бродягами, драчунами, нищими и попрошайками. Ему самому удавалось в своих картинах соединять «бамбочаду» и ведуту с воображаемыми руинами, как мы это видим в его «Архитектурных фантазиях дворца Питти».
Одна из его самых известных картин — это «Восстание Мазаньелло на Рыночной площади Неаполя», созданное в 1648 году по заказу кардинала Бернардино Спада; фигуры были написаны Черквоцци. Ныне картина находится в Галерее Спада в Риме. Фигуры на других картинах Кодацци часто писал неаполитанский живописец Доменико Гарджуло.
У Кодацци было несколько близких последователей, в том числе Асканио Лучано и Андреа ди Микеле в Неаполе, его сын Никколо Кодацци (1642—1693), Висенте Гинер (уроженец Испании) и Доменико Роберти.
Вивиано Кодацци был предшественником вкуса XVIII века и оказал большое влияние на Каналетто и Бернардо Беллотто, вплоть до того, что его самого иногда называют «Каналетто XVII века».

## Галерея
- Пейзаж с руинами. 1660-е. Холст, масло. Местонахождение не определено
- Архитектурное каприччо с фигурами среди руин. Между 1634 и 1670. Холст, масло. Частное собрание
- В. Кодацци и Я. Миль. Вид Арки Тита со всадником. Между 1648 и 1657. Холст, масло. Частное собрание
- Каприччо с аркой и бытовой сценой. Холст, масло. Фонд Карипло, Милан
- Каприччо с внутренним двором, руинами дворца и чудом Святого Павла. Между 1635 и 1640. Холст, масло. Частное собрание
- Базилика Святого Петра. 1630. Холст, масло. Прадо, Мадрид
- Рождество в античных руинах. Ок. 1656. Медь, масло. Частное собрание
- В. Кодацци и М. Черквоцци. Восстание Мазаньелло в Неаполе. 1648. Холст, масло. Галерея Спада, Рим
- В. Кодацци и Д. Гарджуло. Праздник на вилле Поджо Реале в Неаполе. 1641. Холст, масло. Музей изящных искусств и археологии, Безансон